# Torbato
Le torbato est un cépage italien de raisins blancs.

## Origine et répartition géographique
Le torbato est un cépage d'origine de la Sardaigne. Sur l'île, on lui attribue une origine catalan. Il aurait été introduit durant l'occupation catalan de la Sardaigne.
Il est classé cépage d'appoint en DOC Alghero. Il est classé recommandé ou autorisé dans les provinces Cagliari, Nuoro, Sassari et Oristano de la région Sardaigne. En 1998, sa culture couvrait une superficie de 59 ha. 
Le torbato est également cultivé en France. Ce plant avait pratiquement disparu au début du XXe siècle en raison du court-noué et du mildiou. Des introductions de plants à partir de la Sardaigne ont permis depuis 1973 un nouveau départ. Ce cépage fait notamment partie de l'encépagement des vins doux naturel des appellations Côtes du Roussillon et Banyuls.

## Caractères ampélographiques
- Extrémité du jeune rameau cotonneux, blanc à liseré carminé.
- Jeunes feuilles duveteuses, jaunâtres à plages bronzées.
- Feuilles adultes, à 5  lobes avec des sinus latéraux  étroits, un sinus pétiolaire en lyre étroite ou à bords légèrement superposées, des dents ogivales, moyennes, un limbe aranéeux-pubescent.

## Aptitudes culturales
La maturité est de troisième époque moyenne: 30 jours après le chasselas.

## Potentiel technologique
Les grappes et les baies sont de taille moyenne. La grappe est cylindrique, lâche, parfois ailée. Le cépage est de moyenne vigueur mais assez fertile. Le torbato assez sensible à l'oïdium au mildiou, au court-noué et à la carence magnésienne. Il est généralement conduit en taille courte. 

## Synonymes
Le torbato  est connu sous les noms de canina, caninu, cuscosedda bianca, malvoisie des Pyrénées-Orientales, malvoisie du Roussillon, malvoisie Tourbat, razola, torbat, torbato bianco, turbato, trubat iberico, turbau.